# Уряд Адріана Гаслера
Уряд Адріана Гаслера — ліхтенштейнський уряд прем'єр-міністра Адріана Гаслера, що діяв з 27 березня 2013 року до 25 березня 2021. Прем'єр-міністра висунула коаліція прогресивної громадянської партії Ліхтенштейну (FBP) та патріотичний союз (VU).

## Кабінет міністрів
| Логотип                                   | Міністерство                                                                | Міністр                                     | Фото            | Час на посаді   | Час на посаді   | Партія | Партія | Вебсайт |
| ----------------------------------------- | --------------------------------------------------------------------------- | ------------------------------------------- | --------------- | --------------- | --------------- | ------ | ------ | ------- |
|                                           | Міністерство внутрішніх справ                                               | Томас Цвіфельгофер (Thomas Zwiefelhofer)    |                 | 27 березня 2013 | 30 березня 2017 |        | VU     |         |
| Домінік Гантенбейн (Dominique Gantenbein) | Міністерство внутрішніх справ                                               |                                             | 30 березня 2017 | 25 березня 2021 |                 | VU     |        |         |
|                                           | Міністерство екології, землекористування, сільського і лісового господарств | Марліс Аманн-Марксер (Marlies Amann-Marxer) |                 | 27 березня 2013 | 30 березня 2017 |        | VU     |         |
| Домінік Гантенбейн (Dominique Gantenbein) | Міністерство екології, землекористування, сільського і лісового господарств |                                             | 30 березня 2017 | 25 березня 2021 |                 | VU     |        |         |
|                                           | Міністерство економіки                                                      | Томас Цвіфельгофер (Thomas Zwiefelhofer)    |                 | 27 березня 2013 | 30 березня 2017 |        | VU     |         |
| Даніель Ріш (Daniel Risch)                | Міністерство економіки                                                      |                                             | 30 березня 2017 | 25 березня 2021 |                 | VU     |        |         |
|                                           | Міністерство закордонних справ                                              | Аврелія Фрік (Aurelia Frick)                |                 | 27 березня 2013 | 25 березня 2021 |        | FBP    |         |
|                                           | Міністерство культури                                                       | Аврелія Фрік (Aurelia Frick)                |                 | 27 березня 2013 | 25 березня 2021 |        | FBP    |         |
|                                           | Міністерство освіти                                                         | Аврелія Фрік (Aurelia Frick)                |                 | 27 березня 2013 | 30 березня 2017 |        | FBP    |         |
| Домінік Гантенбейн (Dominique Gantenbein) | Міністерство освіти                                                         |                                             | 30 березня 2017 | 25 березня 2021 |                 | VU     |        |         |
|                                           | Міністерство соціальної політики                                            | Мауро Педрацині (Mauro Pedrazzini)          |                 | 27 березня 2013 | 25 березня 2021 |        | FBP    |         |
|                                           | Міністерство спорту                                                         | Марліс Аманн-Марксер (Marlies Amann-Marxer) |                 | 27 березня 2013 | 30 березня 2017 |        | VU     |         |
| Даніель Ріш (Daniel Risch)                | Міністерство спорту                                                         |                                             | 30 березня 2017 | 25 березня 2021 |                 | VU     |        |         |
|                                           | Міністерство транспорту                                                     | Марліс Аманн-Марксер (Marlies Amann-Marxer) |                 | 27 березня 2013 | 30 березня 2017 |        | VU     |         |
| Даніель Ріш (Daniel Risch)                | Міністерство транспорту                                                     |                                             | 30 березня 2017 | 25 березня 2021 |                 | VU     |        |         |
|                                           | Міністерство фінансів                                                       | Адріан Гаслер (Adrian Hasler)               |                 | 27 березня 2013 | 25 березня 2021 |        | FBP    |         |
|                                           | Міністерство юстиції                                                        | Томас Цвіфельгофер (Thomas Zwiefelhofer)    |                 | 27 березня 2013 | 30 березня 2017 |        | VU     |         |
| Аврелія Фрік (Aurelia Frick)              | Міністерство юстиції                                                        |                                             | 30 березня 2017 | 25 березня 2021 |                 | FBP    |        |         |

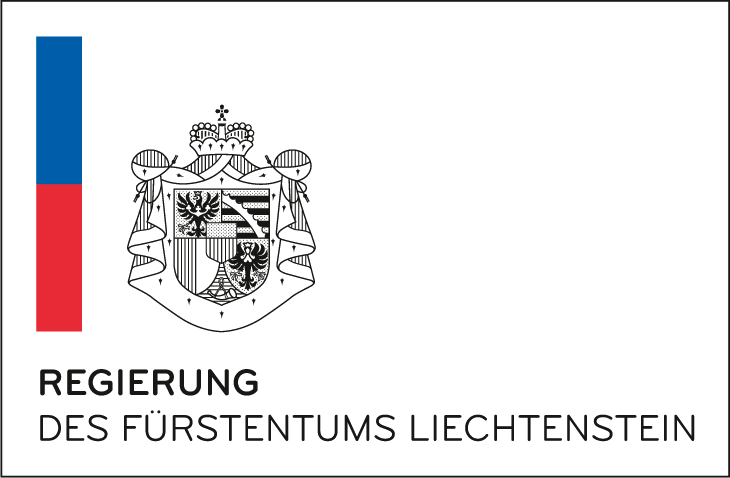
Логотип уряду
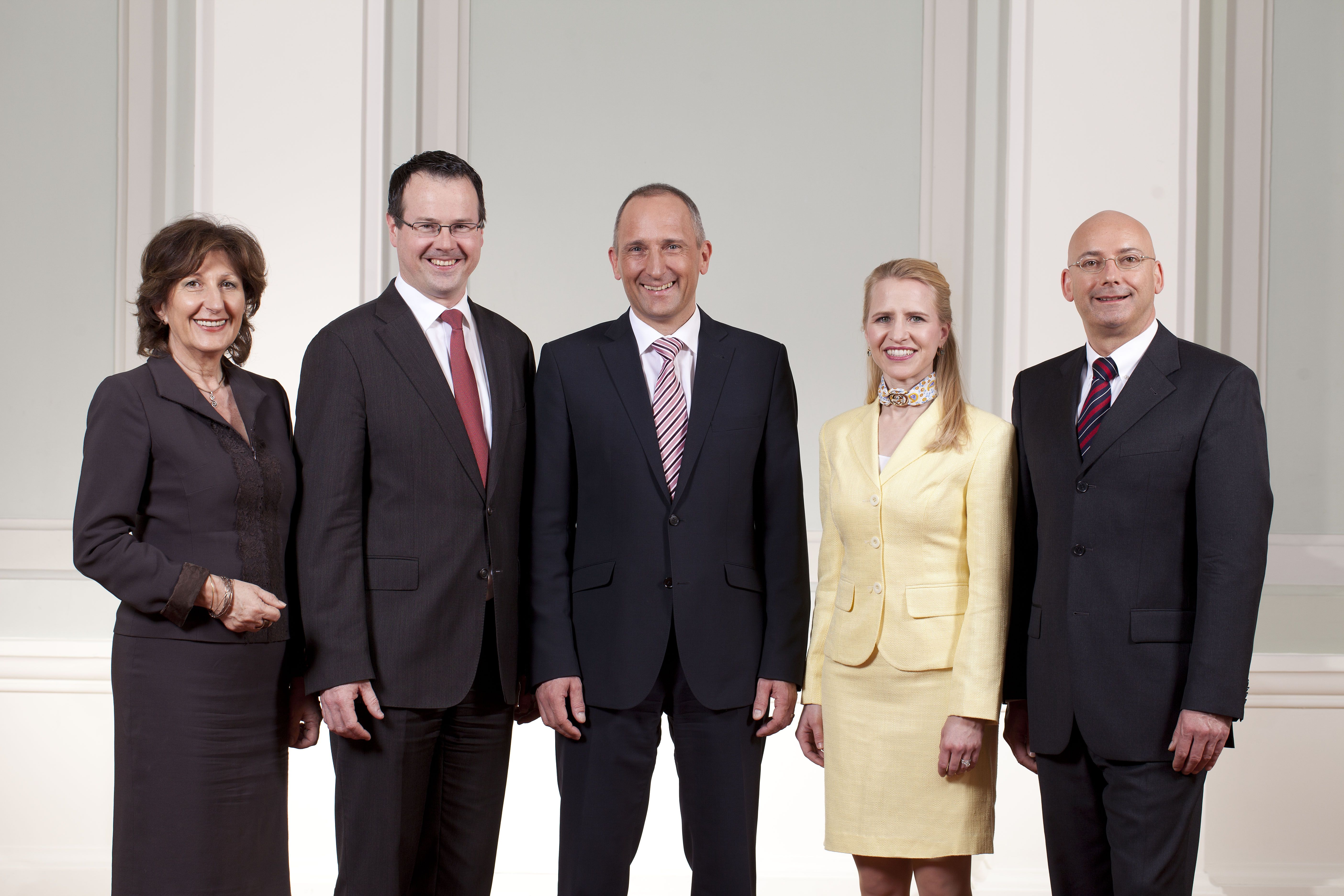
Склад уряду 2013 року